# Зав'ялівські диваки
«Зав'ялівські диваки» (рос. «Завьяловские чудики») — радянський кіноальманах з трьох новел 1978 року, знятий режисерами Валерієм Гур'яновим,Анатолієм Дубінкіним і Ернестом Ясаном на кіностудії «Ленфільм».

## Сюжет
Кіноальманах із трьох новел: «Капронова ялинка», «Квиток на другий сеанс», «Версія».

### Квиток на другий сеанс
На старості років сільський хапуга Тимофій, завідувач колгоспного складу, зрозумівши, що прожив життя даремно, почав вимолювати у святого Миколи-Угодника друге життя.

### Версія
Сільський ловелас та трепач розповідає історію своєї триденної міської пригоди з директором ресторану. Йому не вірять — і герой наполягає на поїздці до міста з кожним охочим.

### Капронова ялинка
Під Новий Рік двоє мужиків повертаються додому із сусіднього села. До них приєднується міський піжон, що доглядає сільську дівчину. До неї він і прямує, прихопивши у подарунок маленьку нейлонову ялинку. Чоловікам стає прикро.

## У ролях
- Майя Блінова — Поліна Тепляшкіна
- Лариса Буркова — Ірина, директор ресторану
- Валерій Золотухін — Санька Журавльов
- Володимир Кашпур — Тимофій (озвучив Ігор Єфімов)
- Михайло Кокшенов — Федір, колгоспний шофер
- Іван Криворучко — Павло, колгоспний шофер
- Віталій Матвєєв — Єрмолай
- Наталія Назарова — Нюра
- Сергій Паршин — Єгорка
- Георгій Тейх — тесть
- Віктор Павлов — постачальник, залицяльник Нюри
- Олександр Соколов — мешканець хутора
- Микола Солодилов — інвалід
- Юрій Шепелєв — дід/співрозмовник Саньки
- Михайло Семенов — наречений
- Юрій Лазарев — офіціант
- Віктор Харитонов — відвідувач ресторану
- Анатолій Рудаков — черговий міліціонер
- Анатолій Столбов — лисенький в квартирі
- Ігор Добряков — хлопець у квартирі

## Знімальна група
- Режисери — Валерій Гур'янов, Анатолій Дубінкін, Ернест Ясан
- Сценаристи — Валерій Гур'янов, Анатолій Дубінкін, Ернест Ясан
- Оператори — Олександр Дібрівний, Володимир Ковзель, Борис Тимковський
- Композитори — Микола Мартинов, Ігор Цвєтков
- Художники — Володимир Гасилов, Олексій Рудяков, Лариса Шилова